# Kuala Kangsar
Koordinaten: 4° 46′ N, 100° 56′ O
Kuala Kangsar ist die offizielle Residenzstadt des Sultans von Perak mit etwa 39.300 Einwohnern. Sie liegt zwischen Ipoh und Taiping an der Flussmündung (malaiisch: Kuala) des Sungai Kangsar in den Sungai Perak im Nordwesten von Malaysia.
Der damalige britische Statthalter Hugh Low verlegte 1877 seinen Sitz in den kleinen Ort und pflanzte als erster auf der Malaiischen Halbinsel Kautschukbäumchen in seinen Garten, die aus Brasilien eingeschmuggelt und in London großgezogen wurden. Aus seiner Zucht entstanden schon einige Jahre später die ersten Plantagen, mit deren Ertrag Malaysia zur Spitze der Welt-Kautschukproduzenten aufstieg. 

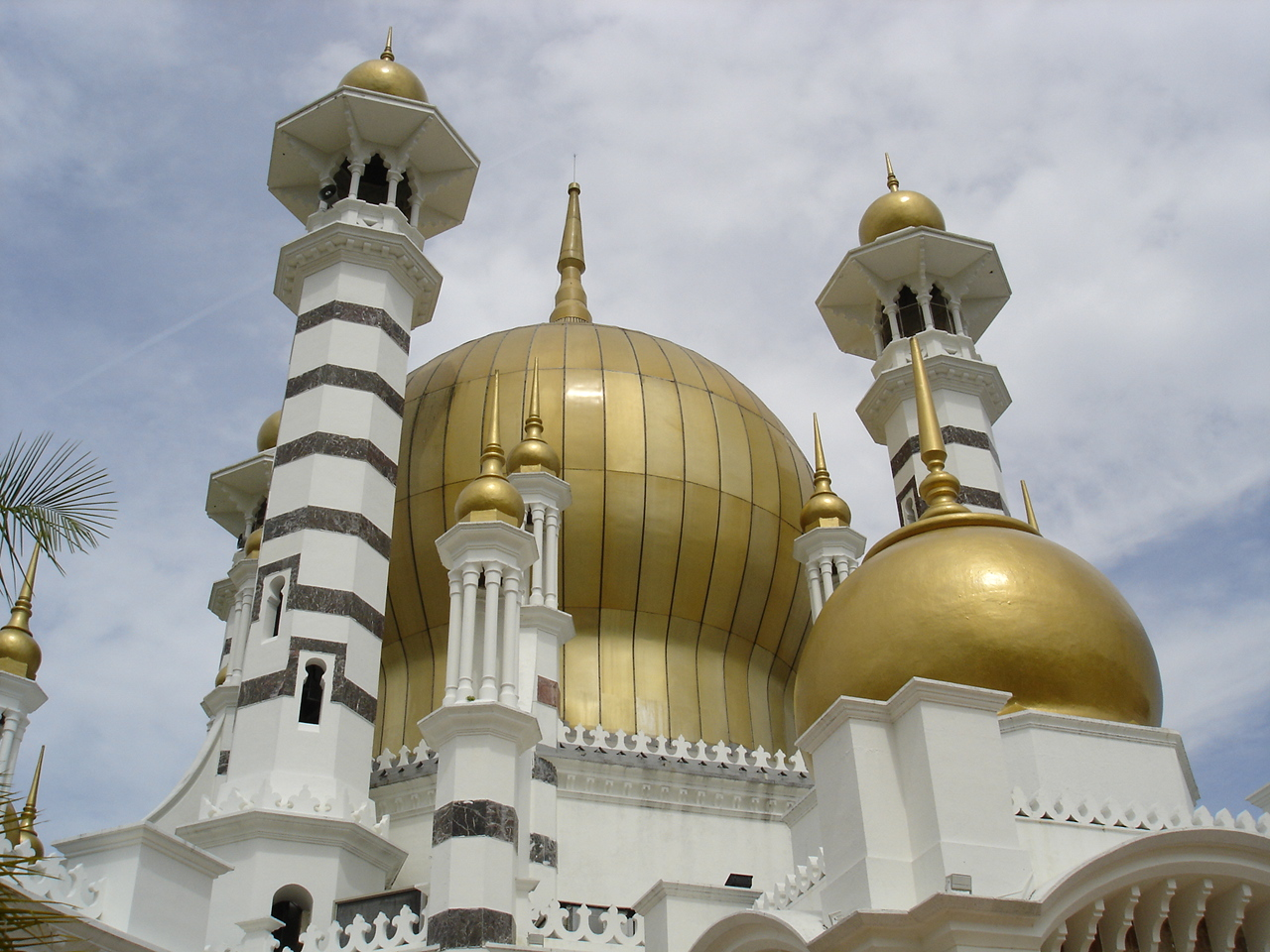
Ubudiah-Moschee

Die Ubudiah-Moschee, 1913 im maurischen Stil erbaut, gehört mit ihren goldenen Kuppeln zu den schönsten Malaysias. Der Palast Istana Iskandariah dient dem Sultan als jetzige Residenz, der Vorläufer, der aus Holz gefertigte Istana Kenangan, als Staatsmuseum. 